# Alexandre Welter
Alexandre Welter, född den 30 juni 1953 i São Paulo, är en brasiliansk seglare.
Han tog OS-guld i tornado i samband med de olympiska seglingstävlingarna 1980 i Moskva.